# Sallent
Sallent, in spagnolo Sallent de Llobregat, è un comune spagnolo di 7 004 abitanti situato nella comunità autonoma della Catalogna.
Prende il nome dal fiume Llobregat che divide il paese in due parti.